# Museo Minero de Tierra Amarilla
El Museo Minero de Tierra Amarilla (MMTA)  tiene como objetivo principal de contribuir al conocimiento y consolidación de la identidad regional y aportar al rescate de sus valores históricos patrimoniales. Fundado el 18 de agosto de 2011. El edificio está ubicado en Tierra Amarilla en la Región de Atacama.
Su colección la integran muestras de la explotación minera cercana y de prospecciones geológicas del país y del mundo, entre ellas, tres meteoritos metálicos -uno de ellos de 145 kilos-, un granito orbicular de 110 millones de años, una roca ígnea, un cuarzo de casi un metro de altura, diversos fósiles, más una completa muestra de 250 minerales del Norte de Chile, entre muchos otros.

## Historia
La casona histórica del Museo era el edificio administrativo de la antigua Mina Agustinas. Por una excelente gestión y restauración la casa se quedó como en los años pasados.
Tierra Amarilla es un centro minero. Existe un sinnúmero de faenas en los cerros colindantes - principalmente minas de cobre. 
Aquí se junta de minería grande, la mediana minería, la pequeña minería, la minería histórica que en una forma impresionante se puede reconocer en el museo de sitio de la mina "Tránsito". 
Todavía se puede ver las inmensas cantidades de escoria que dejaron siglos de procesamiento de minerales de cobre en el sector que actualmente se ubica solamente metros hacía al este del centro. Hay que mencionar las grandes fundiciones de los Edwards que durante años eran una fuente laboral para la ciudad y la región.
Actualmente estas inmensas cantidades de escoria dan más de un dolor de cabeza a las autoridades -un sitio gigante inútil en el centro de la ciudad-, pero son un testigo mudo de una época temprana de la industrialización donde la fuente laboral tenía que estar cerca de las viviendas de los trabajadores.

### Construcción

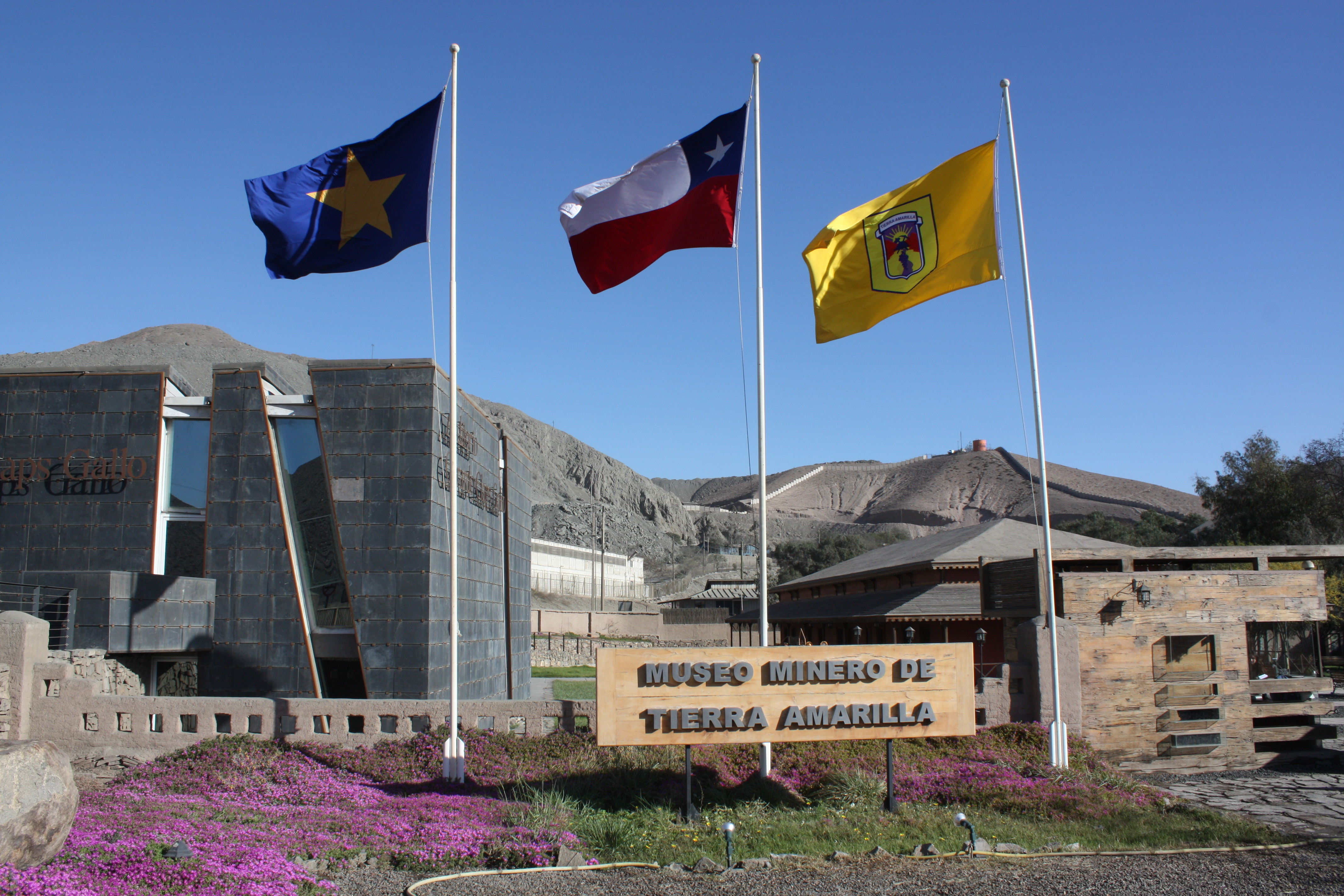
Entrada Principal del Museo

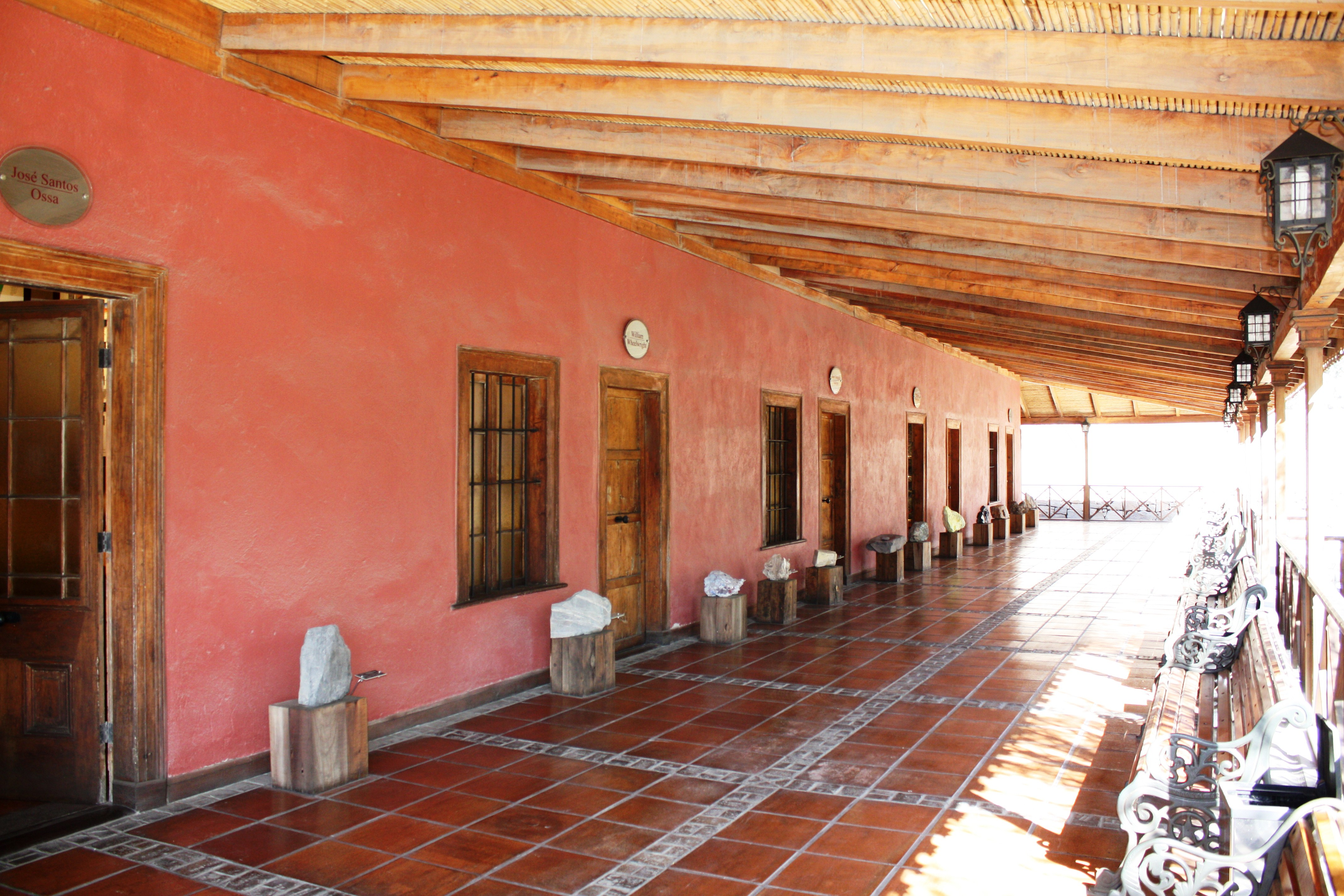
Pasillo para ingresar al museo

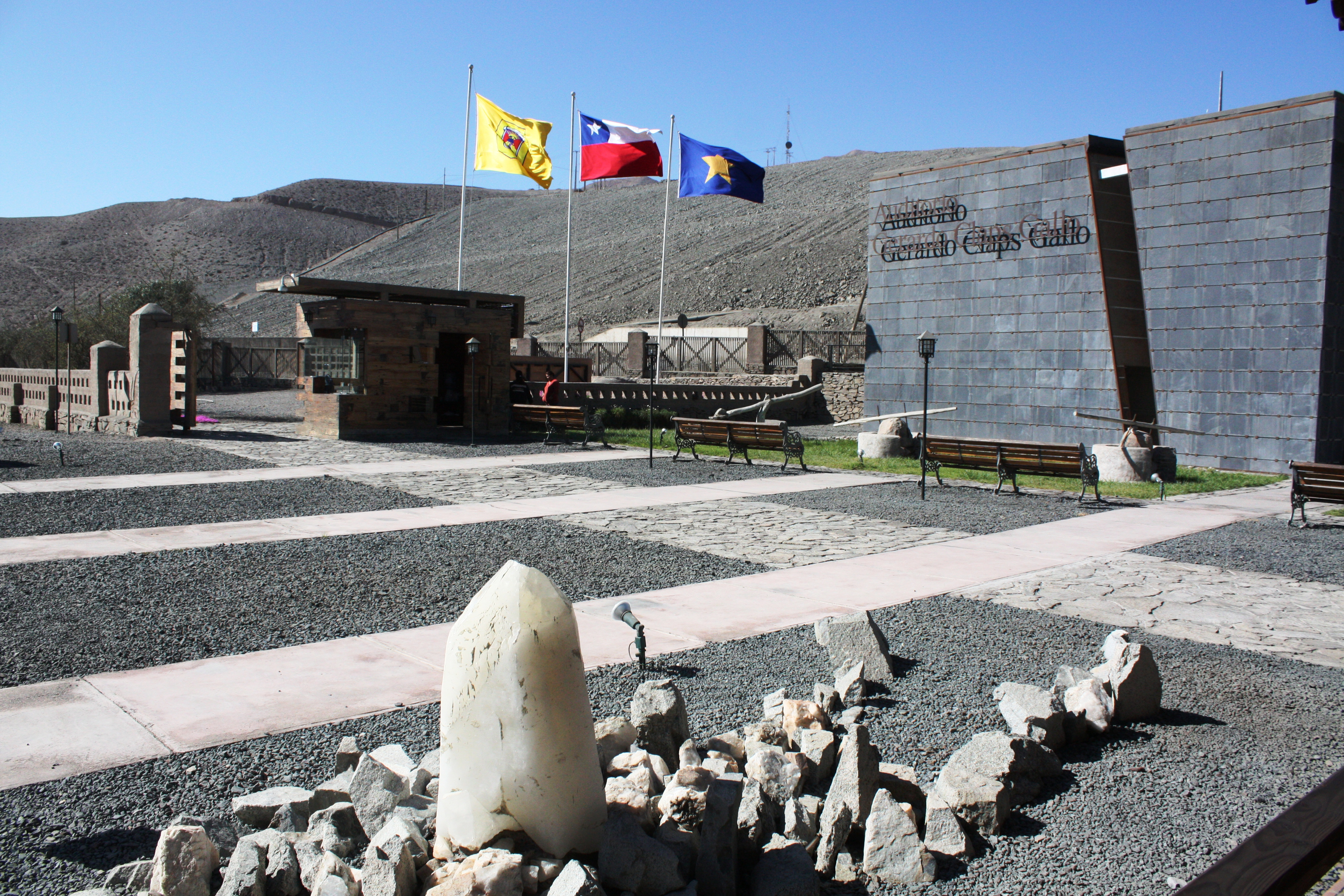
Vista de la entrada del museo desde dentro del recinto

El museo, nació como una gestión realizada por la Fundación Tierra Amarilla, el lugar de construcción es la casa patronal del antiguo fundo El Escorial. Segundo Gómez, presidente de la Fundación Tierra Amarilla, realizadora del Museo Minero, explicó que esta idea nació con el trabajo de la Compañía Minera Carola y de un grupo de 14 geólogos rumanos, que a partir del año 2007 empezaron a recorrer el norte recogiendo muestras de distintas zonas de interés geológico, y al mismo tiempo tuvimos la oportunidad de comprar estos terrenos, con una casa del siglo XIX, y mientras fuimos consiguiendo las muestras, fuimos reconstruyendo la casona y creando este museo.

### Inauguración
El acto contó con la presencia de más de 500 personas, entre ellas, la intendenta, autoridades regionales, trabajadores y representantes de las empresas del rubro de la zona, además de un grupo de mineros rescatados de la Mina San José.
La ceremonia contó con los discursos de Ximena Matas, intendenta de la Región de Atacama; Carlos Barahona, alcalde de Tierra Amarilla; Luis Urzúa Iribarra y Jorge Galleguillos, en representación de los "33", y Alberto Salas, presidente de la Sociedad Nacional de Minería.
En la ceremonia inaugural, Ximena Matas, destaca esta iniciativa como pionera en su tipo, por el gran aporte de la empresa privada a la comunidad, lo que constituye un verdadero privilegio para la región, ya que podrá contar con un museo de gran envergadura que reúne en un mismo lugar la historia, la geología, la minería, y el rescate patrimonial. 
Además el seremi de Minería Mauricio Pino, afirmó que la familia Gómez y la Fundación Minera de Tierra Amarilla constantemente han hecho aportes culturales desde el sector de la minería hacia la comunidad. Han editado dos libros y posteriormente sorprendieron con este museo que tiene muchas cosas significativas. En primer lugar es un museo que está ubicado en el distrito minero de Punta del Cobre; se inserta en una casona de la Patria Vieja en donde antiguamente estaba la fundición Los Escoriales, la estación de trenes; y por último, presentan un museo muy completo.

## Colección
En colecciones la integran muestras provenientes de la explotación minera aledaña y de prospecciones geológicas en la región y el norte de Chile, a la que se suman objetos históricos y recursos gráficos testimoniales de la minería y los esforzados personajes que dieron impulso a esta importante actividad productiva.
El Museo Minero de Tierra Amarilla reúne y da a conocer testimonios que ilustran aspectos representativos de la vida regional, a partir de su vocación minera: geología, recursos minera-lógicos, desarrollo de la economía y la cultura, así como el rescate de sus valores históricos patrimoniales, con el propósito de contribuir de manera relevante al conocimiento y consolidación de la identidad cultural.